# 호반 여자기사최고기사결정전
호반 여자기사최고결정전은 호반그룹이 후원한다. 본선을 풀리그로 진행하는 것이 특징. 이는 국내 여자개인전 본선에 최초로 도입하는 방식이다. 2기 대회부터 대회 스폰서가 호반건설에서 닥터지(Dr.G)로 변경됐다.

## 대회 방식
- 대회는 예선, 본선, 결승5번기의 단계로 진행된다. 먼저 토너먼트 예선을 통해 본선 진출자 4명을 선발하며, 본선은 랭킹시드 3명, 예선 통과 4명, 후원사 시드 1명이 8명 풀리그로 순위를 결정한다. 8인 풀리그 결과 1위와 2위가 결승에 올라 5판3선승제로 초대 챔피언을 가린다.
- 3회 대회부터 7라운드 28경기의 8강 풀리그 방식에서, 8강 더블 엘리미네이션 토너먼트로 바뀌어 진행되며, 결승이 5번기에서 3번기로 변경되었다.

## 대국 규정
- 제한시간은 예선 1시간, 본선 2시간. 초읽기는 1분 3회로 동일.(1회)
- 2회 대회부터 본선 제한시간 각자 100분(1시간 40분), 1분 초읽기 3회로 변경됐다.

## 대회 상금
- 상금은 우승 3000만원, 준우승 1000만원.

## 역대 우승자
| 회수 | 연도      | 우승      | 전적 | 준우승      |
| ---- | --------- | --------- | ---- | ----------- |
| 1    | 2021-2022 | 최정 九단 | 3-1  | 오유진 九단 |
| 2    | 2022      | 최정 九단 | 3-0  | 김채영 七단 |
| 3    | 2023      | 최정 九단 | 2-1  | 김은지 六단 |
| 4    | 2024      | 최정 九단 | 2-1  | 김은지 九단 |
| 5    | 2025      | 최정 九단 | 2-1  | 김은지 九단 |